# Evan Karagias
Evan Karagias (født d. 27. november 1973) er en amerikansk fribryder, som bl.a. har kæmpet for World Championship Wrestling og Xtreme Pro Wrestling. Han er tidligere WCW Cruiserweight mester og WCW Hardcore mester. 

## Biografi
Evan Karagias er af græsk oprindelse, på sin fars side. Han arbejdede som skuespiller i forskellige sæbeoperaer og model, før han fik sin gennembrud som wrestler. 